# Schiller AG
Schiller AG — компания по производству медицинской техники. Штаб-квартира находится в Баре, Швейцария. Schiller (правильное написание SCHILLER) разрабатывает, производит и продаёт продукты в основном в области электрокардиографии, спирометрии и спироэргометрии, эргометрии, дефибрилляторы, устройства для экстренного использования спасательными службами на земле, в воздухе и на море, в том числе при пожаре, а также тонометры.

## История
Компания основана в 1974 году Альфредом Э. Шиллером. Первоначально компания производила карманные электрокардиографы для экстренного использования. Позже начато производство полноценных многоканальных аппаратов ЭКГ, спирометров и мониторы пациентов. В 2000 году компания SCHILLER приобрела французскую компанию Bruker Médical (фр.) и таким образом включила в свой ассортимент дефибрилляторы. В 2001 году в Бице (Германия) основана дочерняя компания ergosana GmbH, которая производит эргометры для различных медицинских применений. В 2014 году компания приобрела контрольный пакет акций немецкой медицинской технологической компании GANSHORN Medizin Electronic, чтобы усилить свое влияние в кардио-респираторном секторе.

## Производственные площадки
Основными производственными площадками Schiller AG являются штаб-квартира в Баре, а также площадки в Висамбуре (Эльзас, Франция), Нидерлауэре (Германия), Бице, Пондичерри (Индия) и Тяньцзине (Китай). Schiller также имеет более 20 собственных торговых подразделений и более 100 независимых партнеров по продажам и обслуживанию по всему миру. В Германии Schiller представляет компания SCHILLER Medizintechnik GmbH, расположенная в Фельдкирхене. SCHILLER-Reomed AG в Обфельдене отвечает за консалтинг, продажи, обучение и сервис в Швейцарии. И SCHILLER Medizintechnik, и SCHILLER-Reomed являются 100 % дочерними компаниями SCHILLER Holding AG.
В штаб-квартире в Баре работает около 200 сотрудников. В компании SCHILLER по всему миру работает около 1000 сотрудников.